# X-tune
X-TUNE（エクスチューン）とは、フリーウェアのWindows高速化ソフトである。

## 概要
初級者でも簡単なパソコン高速化ソフト。利用しているインターネット回線を選択して、ワンクリックで簡単にパソコンを高速化できる。上級者であれば「上級者向けの高速化」で、よりハイレベルな高速化にチャレンジできる。
- インターネット高速化（各種インターネット回線に対応）
- システム高速化（パソコンの性能に合わせて自動高速化）
- メモリ最適化（メモリの利用状況に合わせて自動最適化）

## 特徴
他の高速化ソフトとは違い、初心者でも扱えることに重点を置いているため、GUIの視覚効果を無効にする機能やリスクの高いチューニング項目は実装していない。操作画面も上級者用は別に用意している。
Windows Vista以降のWindowsには、標準でインターネット高速化機能が実装されているが、日本のネットワーク環境では、うまく最適化されないことがある。X-TUNEでは、これが国内環境に最適化されるようにOS標準の自動高速化そのものもチューニングしている。